# Tunnel de Valnerina
Le tunnel de Valnerina (Galleria Valnerina en italien) est un tunnel à galerie unique bidirectionnel à double voie de 3 694 m emprunté par la route nationale 79bis / 79 Ternana, situé à 1 km de la cascade des Marmore près de Terni, en Ombrie (Italie).

## Histoire

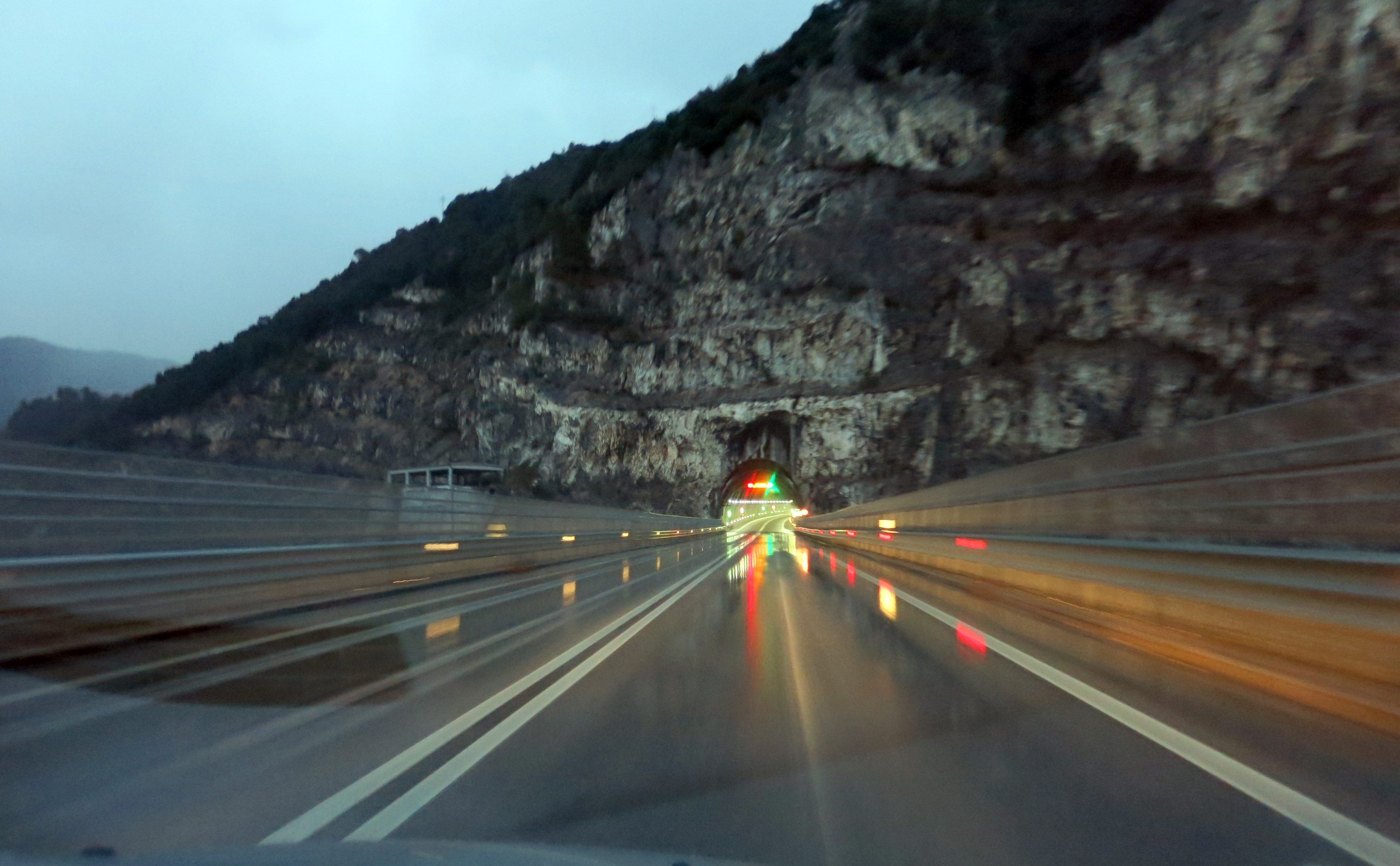
Franchissement du pont des Marmore en direction de Rieti, avec en arrière-plan l'entrée nord du tunnel de Valnerina.

Le tunnel a été construit avec une pente longitudinale comprise entre 2,04 % et 4 %, à l'intérieur duquel se trouvent 11 aires de repos de 48 mètres, reliées à autant d'abris de sécurité permettant accès à la voie d'évacuation supérieure au-dessus de la surface de la route.
L'ouvrage précède le pont des Marmore d'une hauteur libre de 70 mètres.